# Lützel (Fluss)
Die Lützel (frz. la Lucelle) ist ein etwa 28 km langer, westnordwestlicher und linker Nebenfluss der Birs, der in der Schweiz und in Frankreich verläuft.

## Name
Die Lützel hiess ursprünglich Lützel Aa, d. h. kleiner Fluss, so erwähnt 1290 als Lvtzela. Bei der Mündung der Lützel in die Birs ist die Lützel der "kleine Fluss". Französisch la Lucelle ist eine phonetische Adaption an die französische Lautung.

## Geographie

### Verlauf
Die Lützel hat zwei Hauptquellbäche: den Bief de la Côte de Mai südwestlich von Pleigne und einen weiteren, etwa gleich starken Bach südlich und westlich von Bourrignon. Beide Bäche vereinigen sich südlich des Weilers Le Moulin auf Gemeindegebiet von Bourrignon und durchströmen anschliessend eine Klus.
Beim Pleigner Weiler Lucelle wird der Étang de Lucelle gestaut. Kurz unterhalb des Sees erfolgt am Grenzstein 31 der Übertritt auf das Gebiet der französischen Gemeinde Lucelle, in den Bezirk des früheren Klosters Lützel. Wenige 100 Meter später, am Grenzstein 29, wird die Lützel für etwa 11 Kilometer Grenzfluss zwischen der Schweiz und Frankreich und quert dabei zuerst das ehemalige Territorium der Abtei Lützel (bereits seit Le Moulin) und das der Herrschaft Löwenburg, heute verteilt auf die Gemeinden Pleigne im Süden und Lucelle im Norden.
Ab etwa Neumühle/Moulin-Neuf trennt die Lützel die Gemeinden Kiffis und Roggenburg. Bei Klösterli tritt sie wieder ganz in die Schweiz ein, quert die Gemarkungen Kleinlützel und Röschenz und mündet schliesslich als Grenzfluss der Gemarkungen von Laufen und Liesberg von links in die Birs.

### Einzugsgebiet
Das 78,84 km² grosse Einzugsgebiet der Lützel liegt im Juragebirge und wird durch sie über die  Birs und den Rhein zur Nordsee entwässert.
Es grenzt im Norden an das der ebenfalls rheinischen Ill, im Westen aber an das des Doubs und damit der Rhône.
Es besteht zu 50,8 % aus bestockter Fläche, zu 45,5 % aus Landwirtschaftsfläche, zu 3,3 % aus Siedlungsfläche und zu 0,3 % aus unproduktiven Flächen.
Die Flächenverteilung
Die mittlere Höhe des Einzugsgebietes beträgt 654,2 m ü. M., die minimale Höhe liegt bei 364 m ü. M. und die maximale Höhe bei 986 m ü. M.

### Zuflüsse
- Bief de la Côte de Mai (rechts), 3,6 km
- Ruisseau de Norirval (links), 1,0 km
- Ruisseau de la Silberloch (rechts), 2,0 km
- Ruisseau de Bavelier (rechts), 3,4 km, 4,47 km²
- Böse(n)bach (rechts), 4,3 km, 7,51 km²
- Mäligrundbächli (rechts), 0,3 km
- Stellibach (rechts), 0,4 km
- Oberstalbach (rechts),1,2 km
- Brunnenmattbach (rechts), 0,5 km
- Röhrenbrunnen(bach) (rechts), 1,2 km
- Surtelgraben (rechts),2,4 km, 1,47 km²
- Mettenberggraben (rechts), 1,7 km
- Ringgraben (rechts), 1,6 km
- Brochmettbach (rechts), 0,1 km
- Erlenbächli (links). 0,3 km
- Ölibächli (links), 1,5 km, 2,69 km²
- Dorfhollenbächli (links), 0,3 km
- Ringbächli (rechts), 0,9 km
- Chnöchelbächli (rechts), 0,5 km
- Ludisgraben (rechts), 0,7 km
- Bergbächli (links), 0,5 km
- Brandelbächli (links), 1,4 km
- Bannsteinbächli (links), 0,1 km
- Ammgärstenbach (links), 1,6 km
- Lützentalbächli (links), 0,1 km
- Brunnenhollenbächli (links), 0,1 km
- Herrenholzbächli (rechts), 0,1 km
- Brunnhollenbach (links), 0,3 km
- Hirsaggerbach (links), 0,4 km
- Mülirainbächli (rechts), 0,1 km
- Altbrunnenbächli (links), 0,2 km

## Route internationale

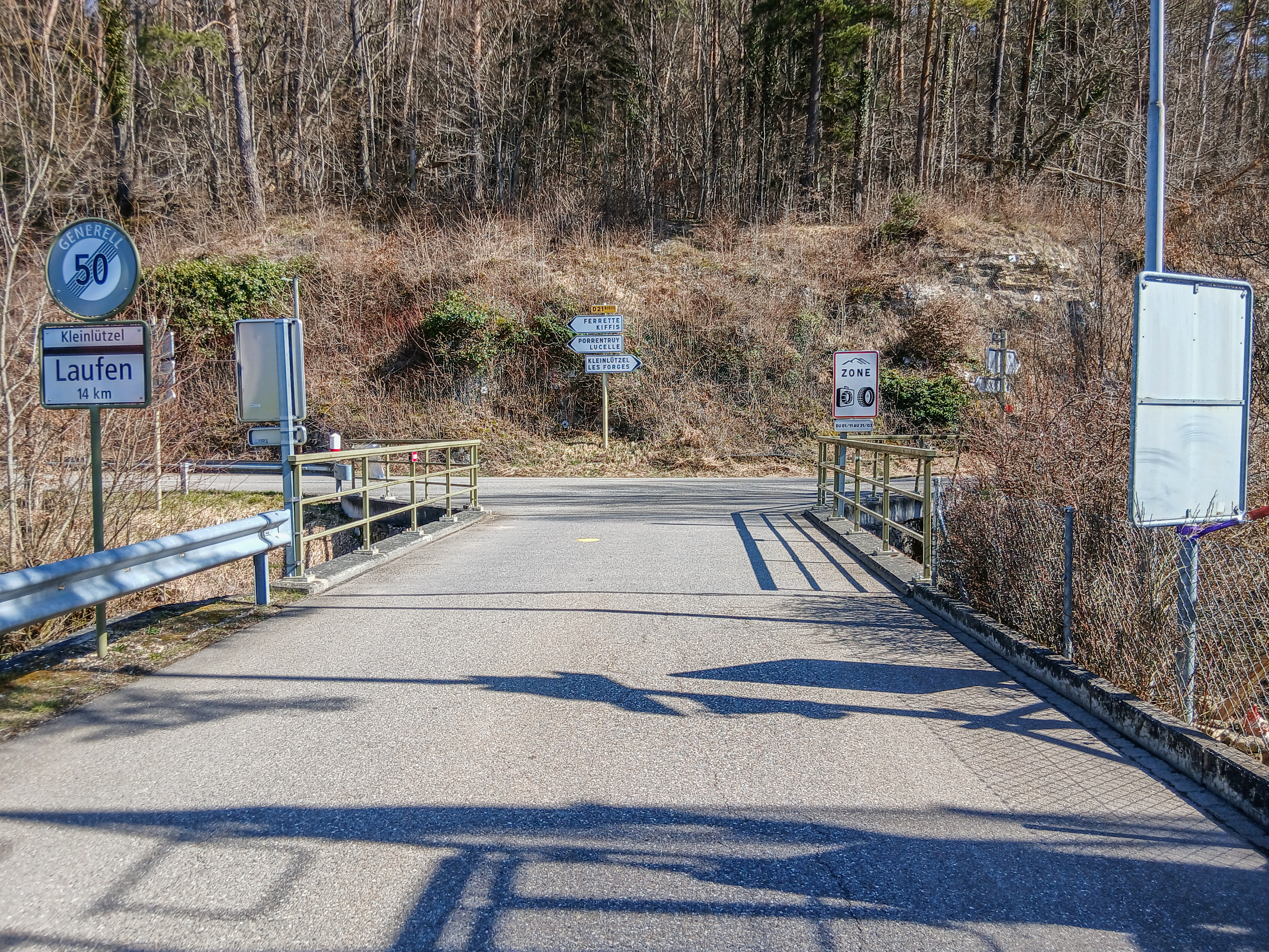
Strassenbrücke über die Lützel bei Roggenburg (Ansicht von der Schweiz zur französischen Hauptstrasse)

Zwischen Lucelle und Kleinlützel, wo die Lützel die Grenze zwischen Frankreich und der Schweiz bildet, verläuft eine französische Hauptstrasse mit dem Status Route internationale entlang des Flusses. Die Strasse quert mehrmals ohne Zollanlagen die Grenze, also die Lützel. Sie spielt eine wichtige Rolle für die schweizerischen Gemeinden Roggenburg und Ederswiler, da sie die schnellste Verbindung vor allem nach Osten Richtung Laufental und nach Westen Richtung Lucelle und Ajoie ist. Auf der Route internationale verkehren schweizerische Postautos der Linie 112. Eine Passage in Schweizer Armeeuniform ist nicht zugelassen, so dass zum Beispiel die in Bure zur Ausbildung stationierten Armeeangehörigen den Umweg über Delsberg über den Col des Rangiers respektive durch die Tunnels des Mont Russelin und Mont Terri (Eisenbahn oder Autobahn) via Saint-Ursanne nehmen müssen.